# Gisbert Greshake
Gisbert Greshake [ˈɡɪsbəʁt ˈɡreːs.hakɘ] (* 10. Oktober 1933 in Recklinghausen) ist ein deutscher katholischer Theologe und emeritierter Professor für Dogmatik.

## Leben
Gisbert Greshake studierte von 1954 bis 1961 Philosophie, Katholische Theologie und Kirchenmusik an der Westfälischen Wilhelms-Universität in Münster und an der Päpstlichen Universität Gregoriana in Rom. 1960 wurde er zum Priester geweiht. Nach einigen Jahren seelsorgerlicher Tätigkeit promovierte er 1969 bei Walter Kasper an der Universität Münster. Er habilitierte sich 1972 an der Eberhard Karls Universität Tübingen, wo er 1973 zum außerordentlichen Professor ernannt wurde. Er folgte 1974 einem Ruf als Professor für dogmatische Theologie und Dogmengeschichte an die Universität Wien und hatte von 1985 bis zur Emeritierung 1999 den Lehrstuhl für Dogmatik und ökumenische Theologie an der Albert-Ludwigs-Universität Freiburg inne. Von 1998 bis 2006 war er ständiger Gastprofessor an der Gregoriana in Rom.
Die Schwerpunkte seines theologischen Forschens und Lehrens sind Eschatologie („Auferstehung im Tod“), Gnadenlehre, Spiritualität (Wüstenväter, Charles de Foucauld) und die Communio-Theologie.
Seine kleineren Schriften und die von ihm zusammen mit Josef Weismayer herausgegebenen Quellen geistlichen Lebens (4 Bände, Mainz 1980–1993) haben über den engeren theologischen Bereich hinaus Beachtung gefunden.

## Veröffentlichungen (Auswahl)
- Historie wird Geschichte: Bedeutung und Sinn der Unterscheidung von Historie und Geschichte in der Theologie Rudolf Bultmanns.  Ludgerus, Essen 1963.
- Auferstehung der Toten. Ein Beitrag zur gegenwärtigen theologischen Diskussion über die Zukunft der Geschichte. Ludgerus, Essen, zugleich eine Dissertation unter dem Titel: Die Auferstehung der Toten in der gegenwärtigen theologischen Diskussion an der Universität Münster (Westfalen) 1969.
- Gnade als konkrete Freiheit. Eine Untersuchung zur Gnadenlehre des Pelagius. Grünewald, Mainz 1972 ISBN 3-7867-0365-5 (Zugleich Habilitationsschrift an der Universität Tübingen, Fachbereich Katholische Theologie, 1972).
- mit Gerhard Lohfink: Naherwartung, Auferstehung, Unsterblichkeit: Untersuchungen zur christlichen Eschatologie. Herder, Freiburg im Breisgau / Basel / Wien 1975 ISBN 3-451-02071-4.
- Geschenkte Freiheit: Einführung in die Gnadenlehre. Herder, Freiburg im Breisgau / Basel / Wien 1977, ISBN 3-451-17963-6
  - Neuausgabe 1992, ISBN 3-451-22489-5.
- Die Wüste bestehen: Erlebnis und geistliche Erfahrung. Herder, Freiburg im Breisgau / Basel / Wien 1979, ISBN 3-451-18878-3.
- Priestersein: zur Theologie und Spiritualität des priesterlichen Amtes. Herder, Freiburg im Breisgau / Basel / Wien 1982, ISBN 3-451-19572-0.
  - Überarbeitete Neuauflage: Priester sein in dieser Zeit: Theologie – pastorale Praxis – Spiritualität. Echter, Würzburg 2005, ISBN 3-429-02722-5.
- Gottes Heil – Glück des Menschen: theologische Perspektiven. Herder, Freiburg im Breisgau / Basel / Wien 1983, ISBN 3-451-19965-3.
- mit Jacob Kremer: Resurrectio mortuorum: zum theologischen Verständnis der leiblichen Auferstehung. WBG, Darmstadt 1986, ISBN 3-534-07037-2.
- Gott in allen Dingen finden: Schöpfung und Gotteserfahrung. Herder, Freiburg im Breisgau / Basel / Wien 1986, ISBN 3-451-20759-1.
- als Hrsg.: Ungewisses Jenseits? Himmel – Hölle – Fegefeuer (= Schriften der Katholischen Akademie in Bayern. Band 121). Patmos Verlag, Düsseldorf 1986.
- Erlöst in einer unerlösten Welt? Matthias-Grünewald, Mainz 1987, ISBN 3-7867-1314-6.
- Tod – und dann? Ende – Reinkarnation – Auferstehung; der Streit der Hoffnungen. Herder, Freiburg im Breisgau / Basel / Wien 1988, ISBN 3-451-08504-6.
- Der dreieine Gott: eine trinitarische Theologie. Herder, Freiburg im Breisgau / Basel / Wien 1997, ISBN 3-451-26239-8.
- An den drei-einen Gott glauben: ein Schlüssel zum Verstehen. Herder, Freiburg im Breisgau / Basel / Wien 1998, ISBN 3-451-26669-5.
- Selig, die nach Gerechtigkeit dürsten: Hildegard Burjan: Leben – Werk – Spiritualität. Tyrolia, Innsbruck 2008, ISBN 978-3-7022-2957-3.
- Maria-Ecclesia. Perspektiven einer marianisch grundierten Theologie und Kirchenpraxis. Verlag Friedrich Pustet, Regensburg 2014, ISBN 978-3-7917-2592-5, eISBN 978-3-7917-7044-4 (PDF).
- Gehen. Wege – Umwege – Kreuzwege. Patmos Verlag, Ostfildern 2018, ISBN 978-3-8436-1041-4
- Geschichten von unterwegs. Verlag Traugott Bautz, Nordhausen 2020, ISBN 978-3-95948-503-6.
- Gottes Karriere nach unten. Was Weihnachten heute bedeutet. Herder, Frankfurt/M. 2020, ISBN 978-3-451-38836-1.
- Kirche wohin? Ein real-utopischer Blick auf die Kirche der Zukunft. Herder, Frankfurt/M. 2020, ISBN 978-3-451-38637-4.
- Hinführung zum Glauben an den drei-einen Gott. 7. aktualisierte und erweiterte Neuausgabe. Herder, Frankfurt/M. 2022, ISBN 978-3-451-39169-9.